# 天人草
天人草（学名：Comanthosphace japonica）为唇形科绵穗苏属下的一个种。

## 扩展阅读
- 維基物種上的相關：天人草